# Masalia transvalica
Masalia transvalica là một loài bướm đêm trong họ Noctuidae.